# Kuchnia czeska

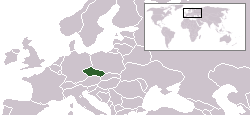
Czechy

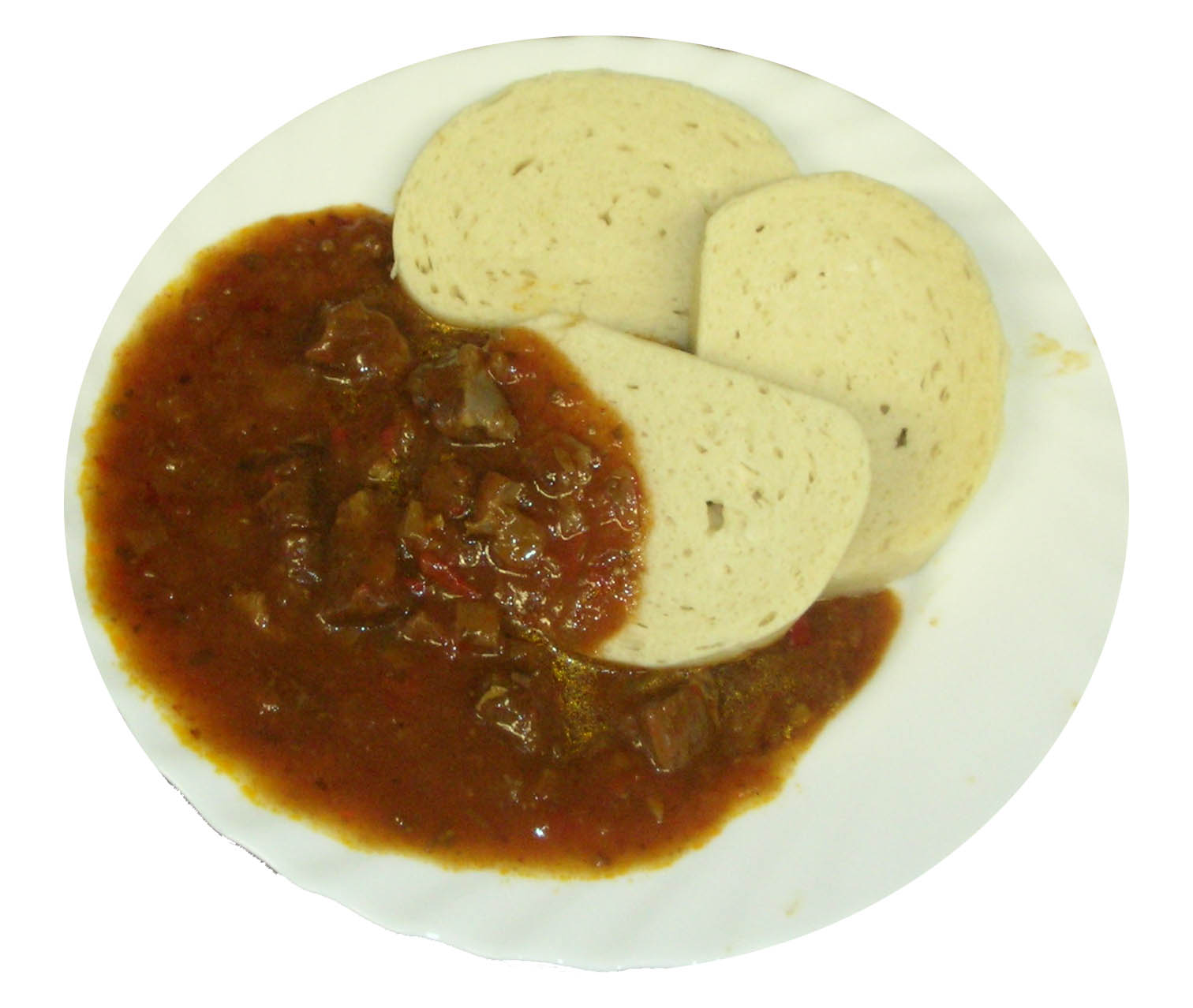
Gulasz z knedlikiem – klasyczne danie kuchni czeskiej

Kuchnia czeska – jedna z kuchni środkowoeuropejskich z zaznaczonymi regionalizmami czeskimi, morawskimi i śląskimi. Podlegała kulinarnym wpływom krajów sąsiednich: Polski, Bawarii, Austrii, Węgier i Słowacji. 
Typowy dla tej kuchni obiad składa się z zupy – najczęściej gulaszowej, flakowej, kapuśniaku, ziemniaczanej, rosołu z różnymi kluseczkami, oraz drugiego dania w postaci knedlików z pieczenią albo z roladą. Specyfiką kuchni czeskiej jest stosowanie dużej ilości kminku.

## Zupy
Popularne są zupy podprawiane śmietaną albo zasmażką, z najczęstszą kartoflanką (bramboračka) oraz grzybową (houbová polévka), cebulową (cibulová polévka), czosnkową (česneková polévka) i jarzynową (zeleninová polévka). Niektóre różnią się wyglądem i smakiem od wersji polskich, zwłaszcza zupa pomidorowa. Oprócz nich istotne znaczenie mają zupy- polévki, bazujące na wywarze z mięsa wołowego, wieprzowego, cielęcego, z drobiu, a także z ryb. Najsłynniejsza w Pradze jest zupa z flaków (dršťková polévka). 

## Mięsa i ryby
W kuchni czeskiej wykorzystywane są różne gatunki mięsa, z których przyrządza się pieczenie wołowe, wieprzowe i cielęce; pieczone gęsi, kaczki, kurczaki; rolady, rolki (zrazy) mięsne z nadzieniem, szaszłyki oraz różnego rodzaju kotlety. Daniem szczególnie popularnym jest pieczeń wieprzowa z kwaszoną kapustą i knedlami. Restauracje oferują spory wybór dziczyzny, np. dania z sarny czy dzika, ale też tak wyszukane, jak bażanty i kuropatwy. Z drobiu najpopularniejsza jest gęś, zwłaszcza nadziewana jabłkami. Spośród dań bardziej wykwintnych wyróżnia się pieczeń z polędwicy szpikowanej słoninką czy dania z dziczyzny: udziec sarny w winie lub zając w śmietanie. Spośród wędlin powodzenie zyskała sobie wyszukanie przyrządzana praska szynka (pražská šunka). W kraju pozbawionym dostępu do morza z konieczności dominują w jadłospisie ryby słodkowodne. Przede wszystkim częsty jest karp przyrządzany w wielorakiej postaci: jako pieczony (pečený kapr), smażony (smažený kapr), marynowany, gotowany, w auszpiku itd.; wśród innych dań rybnych wyróżnia się pieczony na maśle pstrąg (pečený pstruh na másle). 

## Potrawy ziemniaczane
W kuchni czeskiej występuje wiele potraw z ziemniaków, gotowanych albo pieczonych oraz dań mącznych na bazie ziemniaków, takich jak  škubánky, chlupaté knedlíky, placki – bramboráki czy zapiekanki ziemniaczane.

## Warzywa
Jako dodatek do dania głównego podawane są typowe zestawy sałatek z pomidorów, ogórków oraz jarzyn konserwowych lub marynowanych (znane znojemskie ogórki). Niemal wszędzie dostępny jest bukiet jarzyn – míchaný salát. Popularne są sałatki majonezowe w dużym wyborze.

## Desery i ciasta

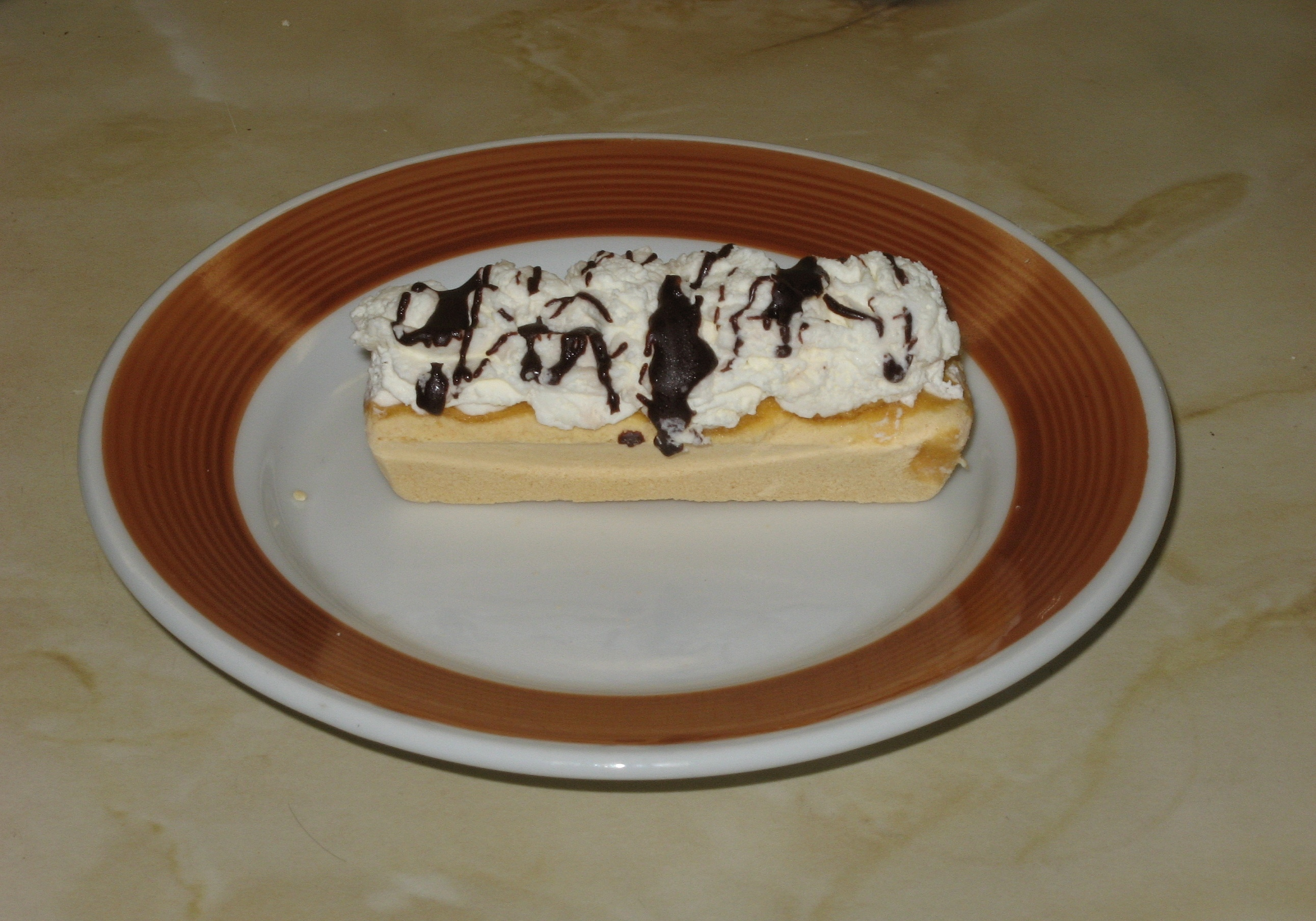
Ciastko „trumienka” z bitą śmietaną

Z deserów wymieniane są przede wszystkim pardubickie pierniki, naleśniki – (palačinky), racuchy (lívance), wafle karlowarskie (karlovarské oplatky). Popularne ciasta to strudle z nadzieniem owocowym lub z makiem. Kawa parzona głównie „po turecku”, często podawana jest w grubych szklankach na białym spodeczku.

## Piwo
Czeskie piwo o bogatej tradycji jest znane i cenione na całym świecie. Pierwsze wzmianki pisemne o piwowarstwie w Czechach pochodzą z początku XI wieku. Przywilejem warzenia piwa dysponowały początkowo tylko klasztory i miasta królewskie. Pierwsze miejskie browary powstały w XIV w. Piwowarstwo nabrało jeszcze większego znaczenia w XVI w., gdy browary w swych majątkach zaczęła budować również szlachta. W piwiarniach podaje się sery piwne oraz zakąski na zimno (utopenci czyli białe kiełbaski w marynacie). W licznych browarach produkuje się przede wszystkim piwa jasne. Największe browary to Prazdroj i Gambrinus z Pilzna, Staropramen z Pragi oraz Budvar z Czeskich Budziejowic. Marki lokalne: Radegast, Regent czy Krušovice oraz piwo warzone w Lounach. W czeskich lokalach istnieje zwyczaj zaznaczania kreskami na karteczce kolejnych zamawianych napojów.

## Inne alkohole
Wina południowomorawskie są produkowane w pobliżu miast: Znojmo, Valtice, Mikulov, Hodonín i Bzenec, wina czeskie - w okolicach okolic Karlštejna, Roudnicy, Mielnika i Litomierzyc. Z napojów alkoholowych wyróżnia się becherovkę (karlowarski likier ziołowy), fernet (gorzki żołądkowy likier), śliwowicę oraz czeski rum.

## Charakterystyczne dania
- knedliki bułczane (houskové knedlíky), ziemniaczane (bramborové knedlíky), owocowe (ovocné knedlíky)
- vepřo-knedlo-zelo, potoczne określenie wieprzowego pieczonego mięsa z knedlikami oraz duszoną kapustą
- svíčková (polędwica wołowa z sosem śmietankowym)
- sosy śmietankowe – oprócz svíčkovego grzybowy, koperkowy

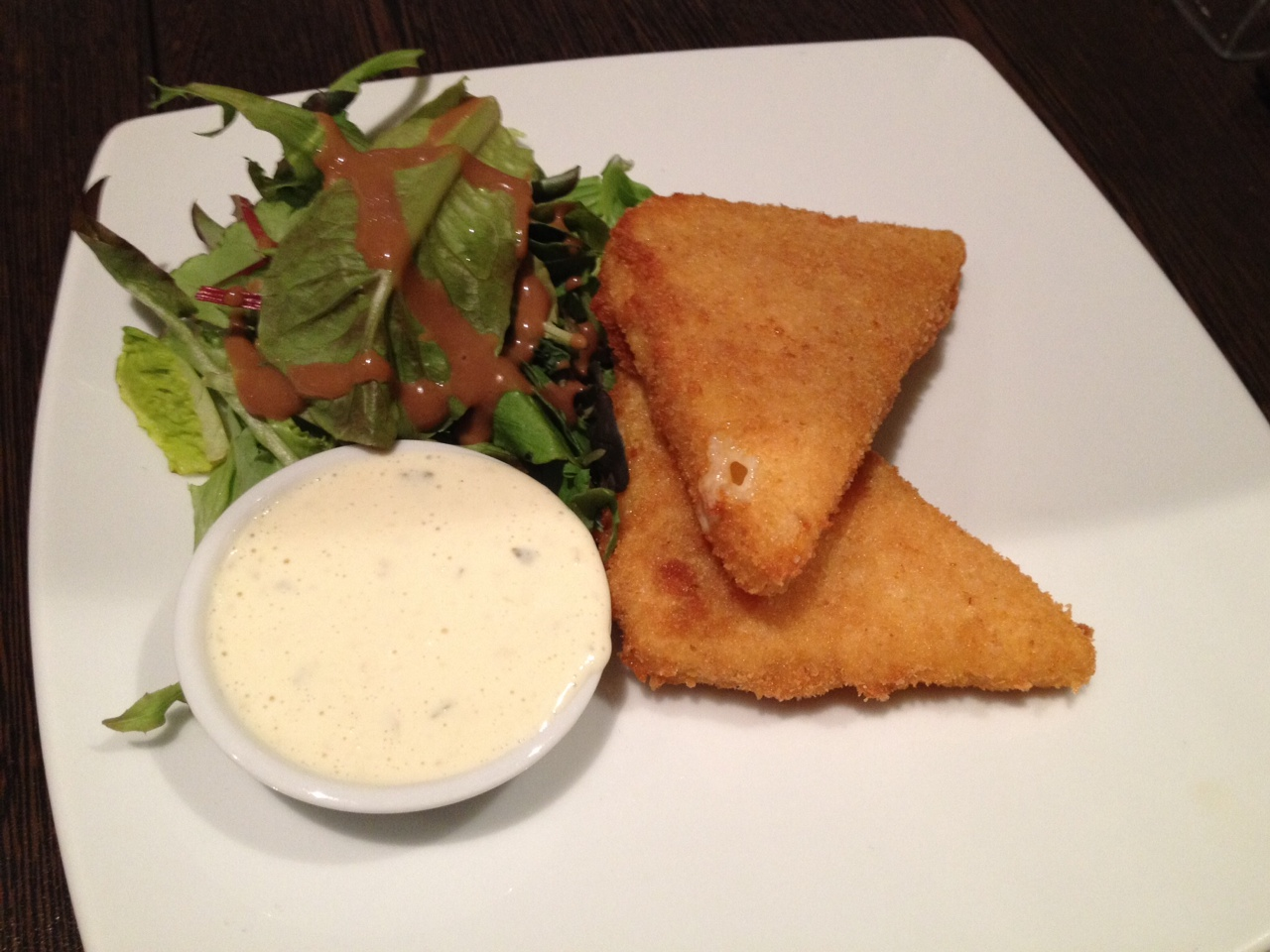
Ser smażony

- golonka (vepřové koleno) peklowana, wędzona (uzené koleno) i pieczona (pečené koleno)
- twarożki ołomunieckie smażone w cieście piwnym
- ser smażony (smažený sýr) – niekiedy jedyne bezmięsne danie w czeskich restauracjach
- nakládaný hermelín – marynowany ser pleśniowy
- utopenci – kiełbasa w zalewie kwaśnej
- zupa ziemniaczana, pomidorowa, soczewicowa, gulaszowa, flaki, czosnkowa, cebulowa, rybna
- piwo
- becherovka
- burčák – sfermentowany moszcz winny
- koláč
- buchty (rodzaj drożdżówek)
- frgál – rodzaj kołacza będący specjalnością Wołoszczyzny Morawskiej (Valašsko)
- štrúdl
- tatranky – wafelki
- lázeňské oplatky
- hořické trubičky
- rakvičky se šlehačkou – ciasteczko w kształcie trumienki z bitą śmietaną